# 老夫老妻重返青春
《老夫老妻重返青春》是新挑限的日本漫畫。以Twitter以及Niconico靜畫為中心進行連載，之後由KADOKAWA推出單行本。故事講述高齡夫婦「正藏」與「依音」因緣際會回復成年輕時的模樣，開始嘗試年輕時期未能接觸的事物和從中延伸的趣味經歷。漫畫版在2024年6月15日正式完結。
2022年10月時， 單行本系列累積銷售量，包含電子版部分突破100萬本。2023年8月9日宣布改編電視動畫。2024年4月播放。
故事的舞臺為現實的日本青森縣平川市。該市為作者的故鄉兼現居地。

## 故事大綱
故事以居住青森縣農村度過餘生的高齢夫婦齋藤正藏和齋藤依音為中心，講述兩者因緣際會回春延伸的經歷。正藏和依音某日在家裡的蘋果園巡視，發現他們在結婚那年種植的蘋果樹結出了罕見的金色蘋果，夫妻倆出於好奇摘採並食用金蘋果，意外發現他們的外型和體能均回復成年輕時的狀態。他們不但很快接受這一切的變化，以他們的家族為首的其他人也都很快接受這樣的改變，同時也讓正藏和依音決定實踐新婚時代受限於時機和環境無法實現的生活。
正藏和依音回春後開始積極接觸新事物、旅行、參與各式各樣的活動，更間接影響其他人開始省視自身的狀態和目標，與此同時正藏和依音的孫女齋藤未乃和北町高中2年級生兼足球部隊長五十嵐將太互生好感。但隨著時間的推進，正藏開始正視自己和依音餘命逐漸流逝的問題，在某次的夢境中，正藏被神明告知依音會先一步離開人世，於是正藏祈求神明協助分配自己的部份餘命給依音，好讓兩者可以同步抵達生命盡頭。
故事後期，完成多數願望的正藏和依音體認自身餘命無幾，開始著手準備身後事。正藏和依音在生命將盡的當天，特意請未乃和將太抵達蘋果園協助農務兼交代果園的管理事宜，夫妻倆坐在蘋果樹下回顧一生，談論親友們的動態，最終以面帶笑容相依而坐的姿態，安詳離開人世。
正藏和依音過世後的數十年間，未乃和將太結婚成為夫妻，繼承了家族的蘋果園。故事尾聲，已屆高齡的未乃和將太巡視家族的蘋果園，驚喜地發現他們在學生時代所種植的蘋果樹上長著金蘋果，接著夫妻倆作出和當年的正藏、依音相同的決定：摘採並食用這顆金蘋果。

## 登場人物

### 齋藤一家
※ 聲：KADOKAWA的官方有聲漫畫／電視動畫版。僅有一人者為電視動畫的聲優。
齋藤正藏（聲：三木真一郎／同左）
本作男主角。通稱為「老頭子」。夏天某日因為夫妻無意間吃了結婚時種的蘋果樹長出的金蘋果而回春。與妻子依音一起住在東北地方（青森縣弘前市附近）的農村，並且以種植蘋果維生。回春後就向家人還有周遭的人傳達這件事情，並因此得到他們的理解，還開始與依音體驗年輕時期未能體驗的生活(因為其父生前欠下債務導致)，同時學習現在時代的事物。與依音結婚58年。恢復年輕狀態時有著傑尼斯系的帥氣臉蛋，以及因為種植蘋果而鍛鍊出的結實身材，但由於部分的知識仍和年輕世代有所區別，也不乏從中鬧出笑話的經歷。
故事後期得知依音的壽限將盡，向神明祈求將自己剩餘的壽命依照比例分攤，以求兩人能夠同日離開人世。後期時常在交互變化成年長時期與年輕時期的外貌。正藏與依音在剩餘些微餘命之際，以年輕姿態拍攝傳統婚服照，擺放在依音的母親墳前。最終話正藏與依音以年輕時期的姿態和將太、未乃在蘋果園勞動，正藏向將太託付日後的事情，隨後正藏與依音在蘋果樹下相依而坐，回顧一生和交流親友們的動態，安詳離開人世。
齋藤依音（聲：能登麻美子／同左）
本作女主角。84歲，通稱為「老太婆」。夏天某日因為夫妻無意間吃了結婚時種的蘋果樹的金蘋果而回春。與丈夫正藏一起生活。作為妻子就算年紀已大也繼續支持著正藏，回春後開始與老公共同享受新婚時期無法做到的生活(因為其岳父生前欠下債務導致)，同時學習現在時代的事物。雖然與正藏是戀愛結婚，但因為正藏的父親，曾表示「要讓兒子與他朋友的女兒相親」，一度感到失落。經常在失落時會有很濃厚的津輕腔。恢復年輕狀態時，有著不輸給偶像或模特兒的美貌還有儀態，但由於部分的知識仍和年輕世代有所區別，也不乏從中鬧出笑話的經歷。
過去是華族的大小姐，原姓「佐佐木（佐々木）」，但在東京卻過著不自由的生活，戰後隨著財閥解體，雙親因此離婚，讓他與母親以及姊姊阿鶴，一起回到青森的老家業幫忙稻米耕作，並在那時候遇見正藏而一見鍾情。由於雙方父母介意家族的鬥爭，反對依音和正藏交往，兩者轉而決定私奔，由依音主動和正藏發生性關係。母親則在依音離家後死於災難，未能見及最後一面。
故事後期因為壽限將盡，讓正藏決定將自己剩餘的的壽命分攤給她。後期時常在交互變化成年長時期與年輕時期的外貌。正藏與依音在剩餘些微餘命之際，以年輕姿態拍攝傳統婚服照，擺放在依音的母親墳前。最終話正藏與依音以年輕時期的姿態和將太、未乃在蘋果園勞動，隨後正藏與依音在蘋果樹下相依而坐，回顧一生和交流親友們的動態，安詳離開人世。
齋藤義明（聲：興津和幸；宮咲明里（幼年））
年齡約50歲，依音和正藏的長子，詩織的伯父。相貌與祖父相似。年輕時曾經當過不良，某次打架入院時，遇見當時在醫院當護士的楓，並對她一見鍾情，其後成為夫妻。當初對父母回春感到困惑，但最後與妻子楓以及女兒未乃一起成為能夠理解並支持著回春的父母的人。漫畫最終話著手準備轉職。
齋藤楓（聲：櫻井智）
義明的妻子，詩織的伯母。知道公婆回春的第二個人。過去當護士時，遇見打架入院的義明，其後成為夫妻。與女兒未乃一樣，被公公的帥貌以及率性等優點直球命中而心動，但仍就告訴自己還是愛著義明，並且將婆婆當作是良妻賢母的典範而尊敬著她。
齋藤未乃（聲：三上枝織／同左）
義明以及楓的女兒，貴弘的姪女。第一個知道爺爺奶奶回春的人。是位個性溫柔的學生，雖然在爺爺奶奶回春前，就經常去找他們，但在爺爺奶奶回春後，去的次數更是頻繁，而與他們更加親密。前期與媽媽一樣喜歡上了爺爺奶奶回春後的年輕模樣。
在學校中，是個美貌不輸給母親而且為人親切，宛如校花般充滿人氣的大美女，跟詩織是堂姊妹兼同學校的學生。對於同班同學五十嵐將太的事情相當在意，自己卻無自覺。隨著故事發展，兩人之間的關係逐漸親近。初時對於將來要做什麼而困擾﹐但最後睇著祖父母的努力而決定開始學習農業工作﹐並且與將太一起種植由高橋家所送贈的蘋果苗。漫畫最終話見證祖父母的離世。在若干年後與身為丈夫的將太承繼祖父母的蘋果園，並發現在學生時代所種植的蘋果樹上長著金蘋果後決定採下食用為作結。
齋藤貴弘（聲：山中真尋；城咲名津（幼年））
依音以及正藏的次子，未乃的叔叔。雖然與哥哥義明一樣對父母的回春感到困擾，但很快也接受這樣的狀況。由於在他小時候，母親的身體就不太好，讓他立志為了治好母親而成為醫生，目前自己在經營一家診所。
齋藤詩織（聲：東山奈央）
貴弘的女兒，義明的姪女。跟未乃是堂姊妹兼同學校的學生，但因為科系和校舍不同（詩織是資優班，未乃是普通班）反而不常見面。她喜歡跟著爺爺奶奶。曾經對於自己將來的出路感到困擾與爸爸吵架，而逃到爺爺奶奶那邊。在圖書館內認識高橋聰﹐對於聰的事情相當在意。最終立志攻讀醫學系並且在聰的指導下，成績不斷向上發展。
中田明美（聲：浅野真澄）
依音以及正藏的長女，詩織和未乃的姑姑。目前定居於東京武藏境站附近，已經結婚，和丈夫中田定男育有二子一女，其長子真司及長女惠皆已結婚，次子俊介還在念高中，長子真司也已經和妻子和子生了一個兒子幸助。因為居於東京一開始對父母的回春的消息只覺得半信半疑，直到父母來東京探視和生病時被母親照顧而接受當下狀況。漫畫最終話因為兒子已經獨立，得以擁有充裕的時間。

### 五十嵐一家
五十嵐兵助（聲：寺杣昌紀）
北町町會長，88歳，是正藏、依音的同學。北町大地主。18歳時就對依音告白，但她最後卻選擇正藏，讓他以後單方面將正藏視為對手，並在町内對抗體育會等活動中與南町（正藏）結下孽緣。妻子美佐子在3年前過世，讓他直到現在都會想念亡妻。原本反對孫兒將太陪同正藏前往東京，但看見將太對未乃的反應後，認為將太將孫媳婦領來便欣喜若狂地答應。在正藏從東京回來的三天後，與正藏下將棋時乘機詢問將太和未乃的情況。
五十嵐大輝（聲：宮澤拓弥）
兵助的孫子，是北町高中3年級生兼棒球部隊長。身體素質非常好，目標是要進入甲子園。
五十嵐將太（聲：寺島惇太）
兵助的孫子，北町高中2年級生兼足球部隊長。與未乃認識，雖然與未乃互有好感，但自己因為有溝通障礙，所以造成他與高不可攀的未乃因此產生一段距離。後期與未乃拉近距離，另外自於熱海比游泳輸給正藏後就經常到公園跟正藏鍛鍊身體，結果到了漫畫後期其身體能力已相當接近正藏，連齊藤家中原本只有正藏才搬得動的石頭都搬得起來（順帶一提，這塊石頭就算是正藏的兩個兒子一起搬也搬不動），漫畫最終話被正藏指導和託付蘋果園管理事宜，見證正藏、依音離世。在若干年後與身為妻子的未乃，發現在學生時代所種植的蘋果樹上長著金蘋果後決定採下食用為作結。
畢業後與未乃結婚，白天在市政廳工作，晚上在足球俱樂部練習。夫婦二人育有一子正斗。
五十嵐正斗
將太和未乃的兒子，在正藏和依音去世八年後出生。

### 高橋一家
高橋聰（聲：梶川翔平）
醫學系二年級生。詩織在圖書館撿到聰的借書卡，歸還後而認識，兩人聊天的過程，發現聰的爺爺奶奶跟齊藤家一樣，也在吃下金蘋果之後返老還童。
高橋一（聲：檜山修之）
聰的爺爺，居住在東町的前警察。因為也吃了自家院子的蘋果樹長出的金蘋果，也一樣獲得了回春的能力，在詩織跟聰的介紹下認識了正藏、依音，也因為相同的經歷，兩個家庭更有了來往。漫畫最終話一和世津在貴弘的診所吐露回春經歷。
高橋世津（聲：小林優）
聰的奶奶。居住在東町。跟丈夫一起吃下了在自家院子發現的金蘋果，也一樣獲得了回春的能力，在詩織跟聰的介紹下認識了正藏、依音，也因為相同的經歷，兩個家庭更有了來往。漫畫最終話一和世津在貴弘的診所吐露回春經歷。

### 其他人物
南町老人會的大家
對於正藏、依音回春的事情，認為是受到神明保佑，還讓老太太們因此組成正藏的粉絲俱樂部，至於光吉、松之助為首的老爺爺們則因為依音的年輕美貌，而過著一邊隨時可能因此高血壓發作一邊跟著心動的日子。
大道寺英雄
正藏從小學開始的好友，也是前縣知事、市議會議員。對於正藏回春的事情，還笑問能否分他一些壽命。因為年紀以大所以也在控制酒量。
木村武一
正藏的好友，是一家建設公司的董事長。
阿鶴（聲：田中奏多）
依音的姐姐。現在住進貴弘的醫院中。罹患老人痴呆症，會將經常拜訪他的依音看成是母親而對他撒嬌，察覺此情的依音也假裝成母親照顧他。後吃下金蘋果回復青春（但跟能常態保持年輕，且能變化外貌的齊藤夫婦以及高橋夫婦不同，她的這種狀態只維持了一天，隔天就回復原狀了）。
學生雙人組
本名不明。是住在南町某個住家的男子高中生雙人組。因為討厭鄉下而想要去東京，但在目擊到正藏、依音的工作後，注意到「厲害的人到哪裡都很厲害」，於是開始產生留在當地也不錯的想法。
蘋果樹（聲：斋藤千和）
漫畫第1集插圖中出現。是齋藤家的蘋果園中，為了慶祝正藏和依音的婚禮而種植的樹，之後受到他們的細心照顧，就算是數年前的颱風造成樹幹斷裂，也因為他們的努力照顧，而可以延長壽命。因為聽到正藏對於依音的思念，為了報答他們的養育之恩，於是竭力生出一顆金蘋果讓他們可以吃到，並且在正藏和依音，因為回春而向蘋果樹表示感謝後凋零。
本作中，正藏在夢中將沙漏倒過來而回復原來的年紀，當他再次將沙漏倒過來而回春時，沙漏中的沙子開始往底部落下，讓他因此體悟到沙漏中的沙子就是他們兩人的餘命。沙漏在漫畫與動畫的最終話裡最後一次出現時，裡面的沙子已經全數落下，亦即正藏和依音的壽命已至盡頭。

## 背景
作者在接受采訪時談到了自己創作此漫畫的動機，他表示：“自己的上一部作品《幼なじみになじみたい》（亦是作者的商業出道處女作）是一部以大學生情侶為主角的正統愛情喜劇，因此他決定在這部作品上換一個取向”，“我想創作一個男女主角早就一直長相廝守的故事”。他還表示：“自己在一開始就像描繪一個能讓女讀者也會喜歡上的俊男角色”，於是“自己就想到了‘一對生活經驗豐富的老夫婦只是外表年輕，内在卻并非如此’的點子”。对于男主角正藏出生于昭和初期的设定，他说：“基於故事的虛構性，我把他的面容設定成雙眸細長、劉海飄逸的現代風帥哥臉”，同時他又提到“男主角單純只是帥氣的話，那就沒意思了，因此我讓男主角的打扮顯得土里土氣，借此保持角色性的平衡”。
關於漫畫的舞臺爲何選在青森縣，作者表示自己出生並成長在青森縣這個地方，對當地很有感情。他説：“自己在描繪當地的老齡化、人口流失等重大主題時，也切身地感受到現實的壓力，但如果這部漫畫能成爲讓人們思考這些社會問題的契機的話，我會很欣慰”，“我對青森縣一直抱持著感激與報恩的心情”。
漫畫在刊登之初并不以商業化為目的，只是作爲個人作品被上傳至作者的個人社交賬號上。在第4話的時候，與作者相識的漫畫編輯聯係了作者，詢問漫畫的單行本化。

## 書籍情報
| 集數 | KADOKAWA       | KADOKAWA               | 台灣角川      | 台灣角川               | 酷威文化      | 酷威文化               |
| 集數 | 發售日期       | ISBN                   | 發售日期      | ISBN                   | 發售日期      | ISBN                   |
| ---- | -------------- | ---------------------- | ------------- | ---------------------- | ------------- | ---------------------- |
| 1    | 2020年6月22日  | ISBN 978-4-04-064532-2 | 2021年1月25日 | ISBN 978-986-524-181-0 | 2025年6月13日 | ISBN 978-7-5594-9590-7 |
| 2    | 2020年11月21日 | ISBN 978-4-04-065981-7 | 2021年7月14日 | ISBN 978-986-524-605-1 | 2025年6月13日 | ISBN 978-7-5594-9590-7 |
| 3    | 2021年4月23日  | ISBN 978-4-04-680353-5 | 2021年12月9日 | ISBN 978-626-321-024-0 | 2025年        | ISBN 978-7-5594-9718-5 |
| 4    | 2021年10月22日 | ISBN 978-4-04-680727-4 | 2022年7月7日  | ISBN 978-626-321-608-2 | 2025年        | ISBN 978-7-5594-9718-5 |
| 5    | 2022年4月22日  | ISBN 978-4-04-681336-7 | 2023年3月16日 | ISBN 978-626-352-338-8 |               |                        |
| 6    | 2022年10月21日 | ISBN 978-4-04-681799-0 | 2023年8月10日 | ISBN 978-626-352-792-8 |               |                        |
| 7    | 2023年8月16日  | ISBN 978-4-04-682378-6 | 2024年4月11日 | ISBN 978-626-378-819-0 |               |                        |
| 8    | 2024年6月21日  | ISBN 978-4-04-683683-0 | 2025年4月17日 | ISBN 978-626-415-590-8 |               |                        |

## 電視動畫

### 主題曲
片頭曲
主唱、作詞、作曲：，編曲：
第11话作片尾曲
片尾曲
主唱：齋藤正藏（三木真一郎）＆齋藤依音（能登麻美子），作詞：黑木人生，作曲：俊龍，編曲：
第11话未使用

### 各話列表
| 話數 | 日文標題 | 中文標題                  | 劇本     | 分鏡     | 演出              | 作畫監督 | 總作畫監督          | 首播日期      |
| ---- | -------- | ------------------------- | -------- | -------- | ----------------- | --- | ------------------- | ------------- |
| 1    |          | 和爺爺奶奶的運動會        | 菅原雪繪 | 西田正义 | 西田正义          | 濱田悠示、西川真人、櫻井拓郎 小山亮、藤田正幸、竹之內友樹、長田雄樹 | 高橋渚              | 2024年 4月7日 |
| 2    |          | 爺爺奶奶的孩子们          | 菅原雪繪 | 西田正义 | 西田正义          | 青木昭仁、寒川显一、藤田正幸 宫田奈保美、村田阳祐 | 高桥渚、            | 4月14日       |
| 3    |          | 爺爺 變回爺爺             | 菅原雪繪 | 西田正义 | 粟井重紀、 毛應星 | 惠敏、明光、景園、龍光 | 高桥渚、 濱田悠示   | 4月21日       |
| 4    |          | 與爺爺奶奶的校慶          | 菅原雪繪 | 又野弘道 | 又野弘道          | 宮田奈保美、竹本早耶香 寒川顯一、濱田悠示、藤田正幸 | 高桥渚、            | 4月28日       |
| 5    |          | 老太婆 記憶重返青春       | 菅原雪繪 | 西田正义 | 金元會            | 西川真人、服部益實 小山亮、長田雄樹、張毅成 | 高桥渚、 濱田悠示、 | 5月5日        |
| 6    |          | 爺爺奶奶的蜜月旅行 東京篇 | 菅原雪繪 | 西田正义 | 西田正义          | 藤田正幸、藤彩七、远藤里兰 江岛明里、秦相子、竹内宽 高桥菜奈、悬田扇子、斋花 气田汐理、大川真世、 祥果、西原千晶、铃木莉乃、等等力美穗 川本和隆、高市彩加、清水椋大 紫灯珈、矢田起也、上赤由香里、张金浩 | 高桥渚、 濱田悠示、 | 5月12日       |
| 7    |          | 爺爺奶奶的蜜月旅行 熱海篇 | 菅原雪繪 | 西田正义 | 竹澤清貴          | 福田紀之、櫻井拓郎、永田有香 | 高橋渚、            | 5月19日       |
| 8    |          | 出現新的爺爺奶奶          | 菅原雪繪 | 山崎茂   | 山崎茂            | 藤田正幸、約拿單、 | 高桥渚、 濱田悠示、 | 5月26日       |
| 9    |          | 和爺爺奶奶過夏季祭典      | 菅原雪繪 | 西田正义 | 粟井重紀          | 藤田正幸、惠敏、明光 龍光、星野園、鑫月、約拿單 | 高桥渚、 濱田悠示、 | 6月2日        |
| 10   |          | 爺爺奶奶的日常            | 菅原雪繪 | 高木啓明 | 高木啓明          | 宮田奈保美、竹本早耶香 寒川顯一、濱田悠示、藤田正幸 西川真人、保村成、 | 高桥渚、 濱田悠示、 | 6月9日        |
| 11   |          | 與爺爺奶奶的寒假          | 菅原雪繪 | 西田正义 | 西田正义          | 福田纪之、長田雄樹 高瀨大輝、別所正直、小山亮 | 高桥渚、 濱田悠示、 | 6月16日       |

### BD
| 卷數 | 發售日期      | 收錄話數       | 規格編號   |
| ---- | ------------- | -------------- | ---------- |
| BOX  | 2024年7月24日 | 第1話 - 第11話 | ZMAZ-17531 |

## 備註

### 出處
1. ↑  . 2025-04-10. （原始内容存档于2025-04-10）.
2. ↑  . Twitter.   [2020-06-12]. （原始内容存档于2020-11-30）.
3. ↑  . ニコニコ漫畫. 2020-02-29  [2020-06-12]. （原始内容存档于2021-02-21）.
4. ↑  . pixiv. 2019-10-26  [2020-06-12].
5. ↑  . 角川書店.   [2020-06-12]. （原始内容存档于2021-02-06）.
6. ↑  . PR TIMES (新闻稿). KADOKAWA. 2022-10-21  [2022-10-21]. （原始内容存档于2022-11-01）.
7. 1 2 3 4  YouTube上的
8. ↑  第22話
9. 1 2 3  漫畫第197話
10. ↑  第8話
11. ↑  第159-160話，第167-168話
12. 1 2  動畫表示為50年後
13. ↑  第180話
14. 1 2 3 4  . TSUTAYA News. 2021-05-13. （原始内容存档于使用|archiveurl=需要含有|archivedate= (帮助)） （日语）.
15. ↑  . アニメイトタイムズ. 2021-08-01 （日语）.

## 外部連結
- 本作在pixiv上的连载
- 老夫老妻重返青春 - Niconico靜畫
- 老夫老妻重返青春 - ComicWalker
- 老夫老妻重返青春的X（前Twitter）
- 電視動畫官方網站（日語）